# Gig Morton
Gig Morton (Colúmbia Britânica, 22 de março de 1996) é um ator canadense. Ele é conhecido por seu papel como Derby von Derbotsford em Mr. Young.

## Biografia
Morton nasceu em 22 de março de 1996 em Comox, Colúmbia Britânica e foi criado em Courtenay, British Columbia, filho de Gary e Christine Morton. Ele é o caçula de quatro filhos.

## Vida pessoal
Morton reside em Vancouver, Colúmbia Britânica. Ele frequentou a escola no set de Mr. Young ao lado de seus colegas Brendan Meyer e Matreya Fedor.

## Filmografia

### Cinema
| Ano  | Título                           | Papel                   | Notas       |
| ---- | -------------------------------- | ----------------------- | ----------- |
| 2006 | Air Buddies                      | B-Dawg Boy (aka: Billy) |             |
| 2008 | Snow Buddies                     | Billy                   |             |
| 2008 | The Escape of Conrad Lard-Bottom | Conrad Lard-Bottom      | Filme curto |
| 2008 | Christmas Town                   | Mason                   |             |
| 2009 | Space Buddies                    | Billy                   |             |
| 2009 | Santa Buddies                    | Billy                   |             |
| 2010 | Elopement                        | Skateboard kid          |             |
| 2011 | Jesus Chris                      | Carl                    | Filme curto |
| 2019 | Thirty-Seventeen                 | Shawn                   |             |
| 2019 | Falling Upwards                  | Ethan                   | Filme curto |
| 2021 | Diary of a Wimpy Kid             | Random Boy              |             |

### Televisão
| Ano       | Título                     | Papel             | Notas                                            |
| --------- | -------------------------- | ----------------- | ------------------------------------------------ |
| 2007      | Psych                      | Finn              | Episódio: "Gus's Dad May Have Killed an Old Guy" |
| 2008      | Past Lies                  | Jacob             | Filme de televisão                               |
| 2008      | Fear Itself                | Sean Mahoney      | Episódio: "Family Man"                           |
| 2009      | Mistresses                 | Tommy Satterfield |                                                  |
| 2009      | Impact                     | Markus            | Minissérie: Parte 2                              |
| 2009      | Angel and the Bad Man      | John              | Filme de televisão                               |
| 2010      | Shattered                  | Stephan Alvert    | Episódio: "Where's the Line?"                    |
| 2011–2013 | Mr. Young                  | Derby             | Elenco principal                                 |
| 2014      | My Mother's Future Husband | Willis            | Filme de televisão                               |
| 2016      | Stranger in the House      | Thomas            | Filme de televisão                               |
| 2016      | Supernatural               | Elijah Peterson   | Episódio: "American Nightmare"                   |
| 2016      | Some Assembly Required     | Claude Brulee     | Episódio: "Claude's Kitchen"                     |
| 2018      | Hot and Funny              |                   | Episódio: "Try Being Ugly"                       |
| 2021      | Batwoman                   | College Student   | Episódio: "Fair Skin, Blue Eyes"                 |
| 2021      | Motherland: Fort Salem     | Karl              | Episódio: "Of the Blood"                         |
| 2022      | Yellowjackets              | Bible Instructor  | Episódio: "Flight of the Bumblebee"              |
| 2023      | Kung Fu                    | Omni Tech #1      | Episódio: "Beginning"                            |